# Đoàn Chèo Yên Bái

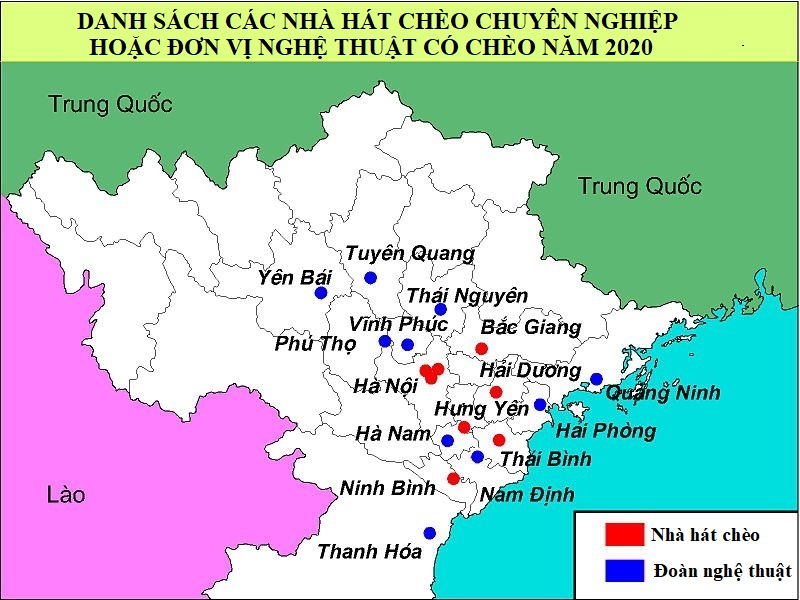
Các đoàn chèo, nhà hát chèo Việt Nam

Đoàn Chèo Yên Bái (tồn tại: 1962 - 2005) nguyên là đơn vị hoạt động nghệ thuật, hiện nay đã được sáp nhập vào Đoàn Nghệ thuật tỉnh Yên Bái, đóng tại thành phố Yên Bái, Yên Bái. Đây là một Đoàn Chèo thuộc chiếng Chèo xứ Đoài. Hiện nay Đoàn Chèo Yên Bái là Đội Nghệ thuật chèo thuộc Đoàn Nghệ thuật tỉnh Yên Bái. Năm 2005, thực hiện chủ trương sắp xếp lại bộ máy, Đoàn Nghệ thuật chèo Yên Bái và Đoàn Ca múa nhạc Yên Bái hợp nhất thành Đoàn Nghệ thuật tỉnh Yên Bái. Cơ cấu chuyên môn của Đoàn gồm 2 bộ phận là ca múa nhạc và nghệ thuật chèo truyền thống.

## Lịch sử hình thành
Từ năm 1962, xuất phát từ phong trào văn nghệ khắp các nhà máy, công nông trường, xí nghiệp và hạt nhân văn nghệ tại các địa phương trên địa bàn tỉnh, Đoàn văn công tỉnh Yên Bái đã được thành lập là một nhu cầu tất yếu nhằm cổ vũ cho phong trào thi đua lao động sản xuất xây dựng chủ nghĩa xã hội ở miền Bắc đồng thời tiếp viện cho chiến trường miền Nam đánh đuổi đế quốc Mỹ xâm lược. UBND tỉnh Yên Bái đã cho chủ trương cử đội ngũ, diễn viên, nhạc công đi tập huấn, đào tạo ngắn hạn về chuyên môn nghiệp vụ, mặt khác kêu gọi Trung ương tạo điều kiện điều động một số nhạc sĩ, đạo diễn đang giảng dạy tại Trường sân khấu và Trường âm nhạc Việt Nam lên Yên Bái làm nòng cốt để xây dựng Đoàn. Các bộ môn nghệ thuật chủ yếu ngày đó là ca, múa, nhạc và một đội nghệ thuật chèo.
Tháng 10/1976 thực hiện theo sự chỉ đạo của Trung ương, ba tỉnh Yên Bái – Lào Cai – Nghĩa Lộ được hợp nhất thành tỉnh Hoàng Liên Sơn. Cũng trong tháng 10/1976 UBND tỉnh Hoàng Liên Sơn đã ra Quyết định thành lập hai đơn vị nghệ thuật chuyên nghiệp là Đoàn chèo Hoàng Liên Sơn và Đoàn ca múa nhạc Hoàng Liên Sơn trên cơ sở lấy lực lượng nghệ sĩ, diễn viên từ ba đoàn văn công của các tỉnh trước đây.
Trong giai đoạn từ năm 1976 đến năm 1991 Đoàn chèo Hoàng Liên Sơn biết đến qua các vở diễn chèo: Tình rừng; Lọ nước thần; Quan âm thị Kính; Tấm vóc đại hồng; Bão rừng; Nhiếp chính Ỷ Lan; Lá thư từ biên giới; Cô gái làng Chèo; Cuội; Chuyện tình bên thác hận thù; Trái tim bí ẩn; Nỗi đau tình mẹ; Lương tri tội ác.
Cuối năm 1991, tỉnh Hoàng Liên Sơn được chia tách thành hai tỉnh Yên Bái – Lào Cai. Đoàn kịch nói đã giải thể, Đoàn Ca múa nhạc được điều lên tỉnh Lào Cai, Đoàn chèo ở lại tỉnh Yên Bái và lấy tên là Đoàn Nghệ thuật chèo tỉnh Yên Bái. Năm 1992, để đáp ứng yêu cầu phục vụ các nhiệm vụ chính trị và nhu cầu thưởng thức nghệ thuật của cán bộ, nhân dân, UBND tỉnh Yên Bái đã Quyết định thành lập Đoàn ca múa nhạc dân tộc tỉnh Yên Bái, nòng cốt là một số cán bộ, diễn viên của Đoàn ca múa nhạc và Đoàn kịch nói Hoàng Liên Sơn (trước đây). Trong vòng mười năm (1991 – 2001) Đoàn ca múa nhạc dân tộc vừa tuyển dụng, vừa đào tạo tại chỗ cho diễn viên nhạc công đồng thời sắp xếp tổ chức bộ máy làm việc và dàn dựng chương trình để biểu diễn phục vụ. Đoàn chèo tiếp tục phát huy thế mạnh sẵn có, dàn dựng mới các vở diễn: Số phận đứa con út; Hồn Trương Ba da hàng thịt; Người không nói được; Anh ấy không cô đơn; Hồn hoa của núi; Trương viên; Con đò của Mẹ; Nguyễn Thái Học; Nỗi đời Tám Bính. Một số vở đã được lựa chọn để tham gia Liên hoan sân khấu chèo chuyên nghiệp toàn quốc.
Thực hiện Quyết định số 294/2001/QĐ-UBND ngày 08/6/2001 của Uỷ ban nhân dân tỉnh. Đoàn nghệ thuật chèo Yên Bái và Đoàn ca múa nhạc dân tộc tỉnh Yên Bái một lần nữa được hợp nhất làm một và lấy tên là Đoàn Nghệ thuật tỉnh Yên Bái cho đến ngày nay. Giai đoạn này Đoàn tiếp tục dàn dựng được các vở chèo: Câu chuyện làng Mầu; Dũng tướng Hà Chương; Đoàn Ngự sử ở Lục Yên châu. Dàn dựng và biểu diễn nhiều chương trình nghệ thuật ca múa nhạc lớn phục vụ các nhiệm vụ chính trị, phục vụ công tác đối ngoại và phục vụ cán bộ nhân dân các dân tộc trong và ngoài tỉnh.
Những tên tuổi làm nên sự thành công cho nghệ thuật chèo Yên Bái phải kể đến: NSƯT Đoàn Liên, NS Thanh Hằng, NS Thu Huyền... với những vở diễn "Bình yên trở lại" (Tác giả và đạo diễn Huyền Thanh); vở chèo "Con đò của mẹ", tái hiện chương trình "Xẩm chợ" phục vụ cho lễ hội khám phá Thác Bà 2009. Đặc biệt vở chèo "Đoàn Ngự sử ở Lục Yên Châu" (Kịch bản văn học- Tạ Xuân Hiếu, kịch bản chèo- Hoài Giang, Đạo diễn Đàm Vinh- Hà Quốc Minh) được lựa chọn tham gia hội diễn chèo toàn quốc 2009 tại thành phố Hạ Long- Quảng Ninh, đã làm cho bạn bè đồng nghiệp rất đỗi ngạc nhiên, bởi đây là đơn vị nghệ thuật chèo duy nhất còn lại trên đại ngàn của núi rừng Tây Bắc. Vở diễn đã thể hiện sự hoà quyện của nghệ thuật chèo truyền thống với bản sắc văn hoá các dân tộc vùng đất Hắc Y- Đại Kại- Lục Yên Châu, tạo nên vẻ đậm sắc, lộng lẫy mà vẫn đằm thắm, mượt mà.

## Thành tích
- Năm 2009, Tại Hội diễn sân khấu Chèo chuyên nghiệp toàn quốc - 2009 diễn ra ở Quảng Ninh[4] Đoàn Chèo Yên Bái không giành Huy chương giải vở diễn (Cơ cấu giải hội diễn có 2 vở diễn đạt Huy chương vàng và 5 vở diễn đạt Huy chương bạc). Giải cá nhân có 01 Huy chương vàng (NSƯT Đoàn Văn Liên) và 02 Huy chương bạc (Thanh Hằng, Văn Toản). Xếp thứ 16/17 đoàn tham dự về số lượng huy chương.